# HDD Jesenice
HDD Jesenice – słoweński klub hokeja na lodzie z siedzibą w Jesenicach.

## Historia
Klub został założony w 2014 i w tym samym roku przystąpił do międzykrajowych rozgrywek Inter-National-League. Po likwidacji tych rozgrywek w 2016 klub podjął występy w wówczas utworzonej lidze Alps Hockey League. Równolegle drużyna rywalizuje w narodowych mistrzostwach Słowenii.
Szkoleniowcem HDD zostawał Nik Zupančič: od lutego 2015 orqaz ponownie w sezonie 2016/2017 szkoleniowcem zespołu HDD był, w czerwcu 2021. Ponadto w sezonie 2018/2019 trenerem był Marcel Rodman.

## Sukcesy
- Złoty medal mistrzostw Słowenii: 2015, 2017, 2018
- Srebrny medal mistrzostw Słowenii: 2016, 2019
- Srebrny medal Alps Hockey League: 2022